# Gnamptodon breviradialis
Gnamptodon breviradialis är en stekelart som först beskrevs av Fischer 1959.  Gnamptodon breviradialis ingår i släktet Gnamptodon och familjen bracksteklar. Inga underarter finns listade i Catalogue of Life.